# Pero derga
Pero derga là một loài bướm đêm trong họ Geometridae.